# Sugito
Sugito (japanska: 杉戸町?, Sugito-machi) är en landskommun (köping) i Saitama prefektur i Japan. 